# Uhřice (district de Kroměříž)
Pour les articles homonymes, voir Uhřice.
Uhřice (en allemand : Auherschitz, auparavant Uhrczitz) est une commune du district de Kroměříž, dans la région de Zlín, en République tchèque. Sa population s'élevait à 179 habitants en 2025.

## Géographie
Uhřice se trouve à 15 km à l'ouest de Kroměříž, à 45 km au nord-nord-est de Brno et à 218 km au sud-est de Prague.
La commune est limitée par Pavlovice u Kojetína au nord, par Dřínov à l'est, par Počenice-Tetětice et Morkovice-Slížany au sud et par Prasklice et Tištín à l'ouest.

## Histoire
La première mention écrite du village date de 1336.

## Transports
Par la route, Uhřice se trouve à 18 km de Kroměříž, à 52 km de Zlín, à 54 km de Brno et à 260 km de Prague.

## Source
- (cs) Cet article est partiellement ou en totalité issu de l’article de Wikipédia en tchèque intitulé « Uhřice (okres Kroměříž) » (voir la liste des auteurs).